# Power Pro Kun Pocket 7
Power Pro Kun Pocket 7 (パワプロクンポケット7?) es un videojuego de béisbol y Simulación para Game Boy Advance, fue desarrollado por Diamond Head y publicado por Konami en 2 de diciembre de 2004, exclusivamente en Japón. Fue el séptimo juego de Power Pro Kun Pocket, es el spin-off de la serie Jikkyō Powerful Pro Yakyū, y fue el octavo juego para el Portátil de Nintendo.
- Datos: Q20995188